# Noge
Noge (Noge, S.L.) (actualmente Nogebus) fue una empresa de carrocería catalana que establecieron en 1964 en Arbucias, fundado por Miquel Puig Genabat y Josep Noguera. 
La empresa, originalmente llamada Noge, quebró en enero de 2013. Sin embargo, más tarde ese mismo año fue adquirida por otra empresa catalana, Sartruck, y reanudó sus actividades.

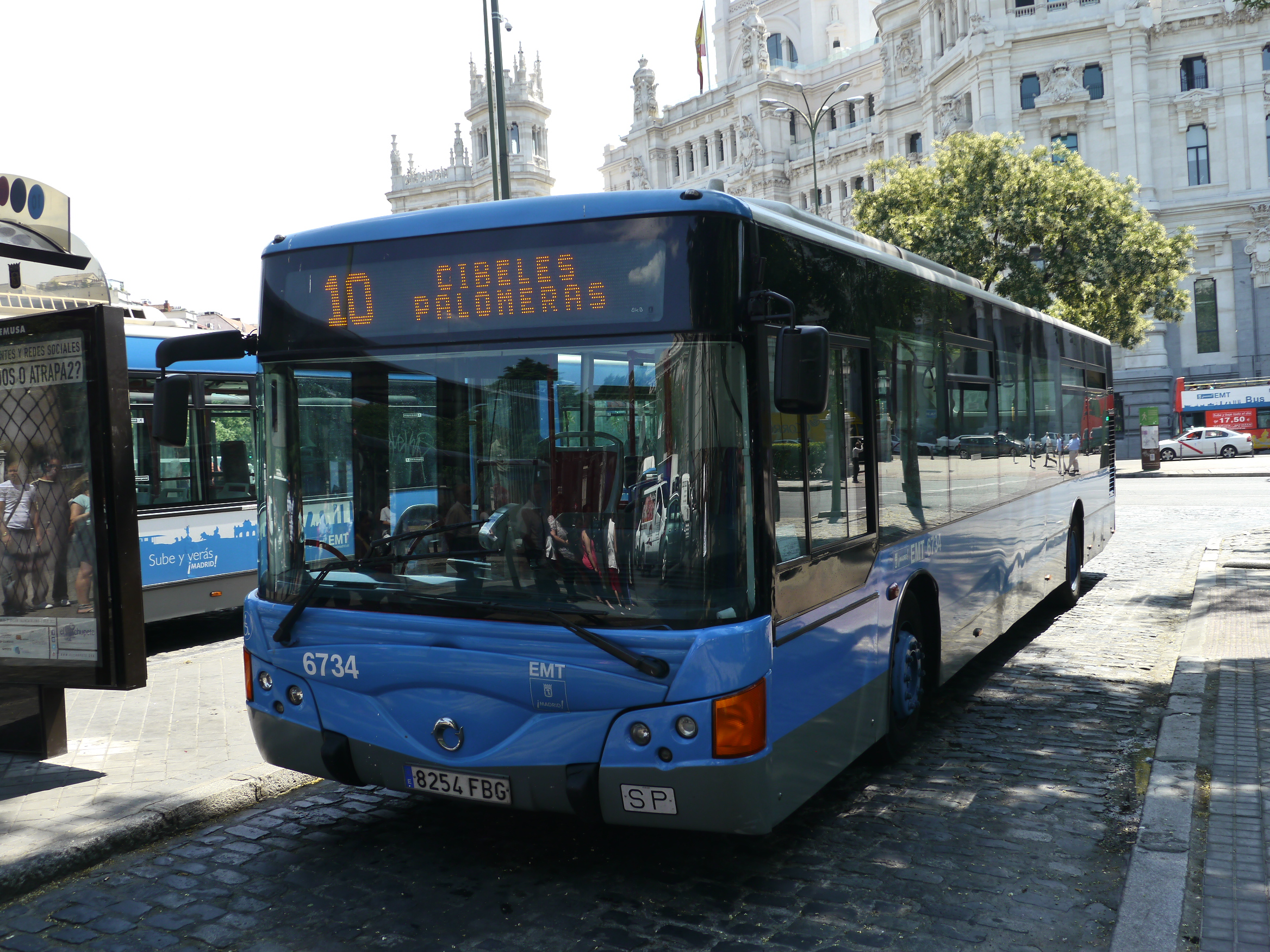
Noge Cittour, de la EMT de Madrid

## Historia
La empresa fue fundada en 1964 por Miquel Genabat Puig, antiguo trabajador de la carrocera Ayats, también situada en Arbucias. Al principio se fabricaban autobuses urbanos sencillos.
Puig era un antiguo trabajador de Ayats y Josep Noguera se desvinculó de la compañía en 1978. Noge inició sus actividades en la construcción de autobuses urbanos, pero pronto se expandió a los autocares y vehículos de lujo. La compañía construía autobuses y carrocerías de autocares en varios chasis. Sus productos se vendían en toda la Europa occidental. Noge era, junto con Indcar, Ayats y Beulas, la cuarta compañía de carrocerías que se fundó en el pueblo de Arbucias, en la provincia de Gerona.
Noge fue, después de Indcar, Ayats y Beulas, la cuarta empresa de carrocerías fundada en Gerona, Cataluña. Fue fundada en 1964 por un antiguo trabajador de Ayats, Miquel Genabat Puig (cuyo hijo preside la empresa en la actualidad). y por Josep Noguera, quien se desvinculó de la empresa en 1978. Noge comenzó sus actividades fabricando autobuses urbanos, pero pronto se expandió también a autocares interurbanos y de lujo. En su apogeo, la empresa contaba con más de 250 empleados y producía una media de 600 vehículos al año. La plantilla se había reducido a 93 cuando la fábrica cerró temporalmente a principios de 2013. Veintidós de estos trabajadores fueron recontratados por la nueva empresa Nogebus.. Cuando se reanudaron las actividades en julio de 2013, la empresa contaba con 32 empleados y el objetivo de construir entre 60 y 70 autocares al año, inicialmente sólo para operadores españoles y posteriormente para otros mercados europeos.
En 1978, el traslado del taller a las afueras de la ciudad permitió ampliar la producción. Desde entonces, la empresa ofreció inicialmente autocares para el turismo en España, uno de los principales motores económicos del país, y posteriormente también autocares de lujo para el mercado internacional. En 2001, se estableció otra planta de ensamblaje en Perpiñán, al sur de Francia. El fundador de la empresa falleció en 2010; previamente había cedido el negocio a su hijo, Miquel Genabat.
A principios de 2013, después de estar en concurso de acreedores desde mayo de 2011, la empresa cerraba sus puertas. Las empresas TMB, TUSGSAL y BaixBus, así como otras empresas españolas, han adquirido muchos autobuses de esta empresa.
El 17 de noviembre de 2022, Nogebus solicitó el concurso de acreedores.  En agosto de 2023 Nogebus entró en liquidación.

## Productos
Noge ofrecía principalmente autocares medianos y grandes (desde clásicos hasta de lujo) y autobuses urbanos. También fabricaba autobuses de plataforma. Los vehículos se fabricaron sobre la base de chasis de fabricantes europeos, incluidos Volvo, Scania, MAN e Irisbus.
- Cittour - Autobús urbano

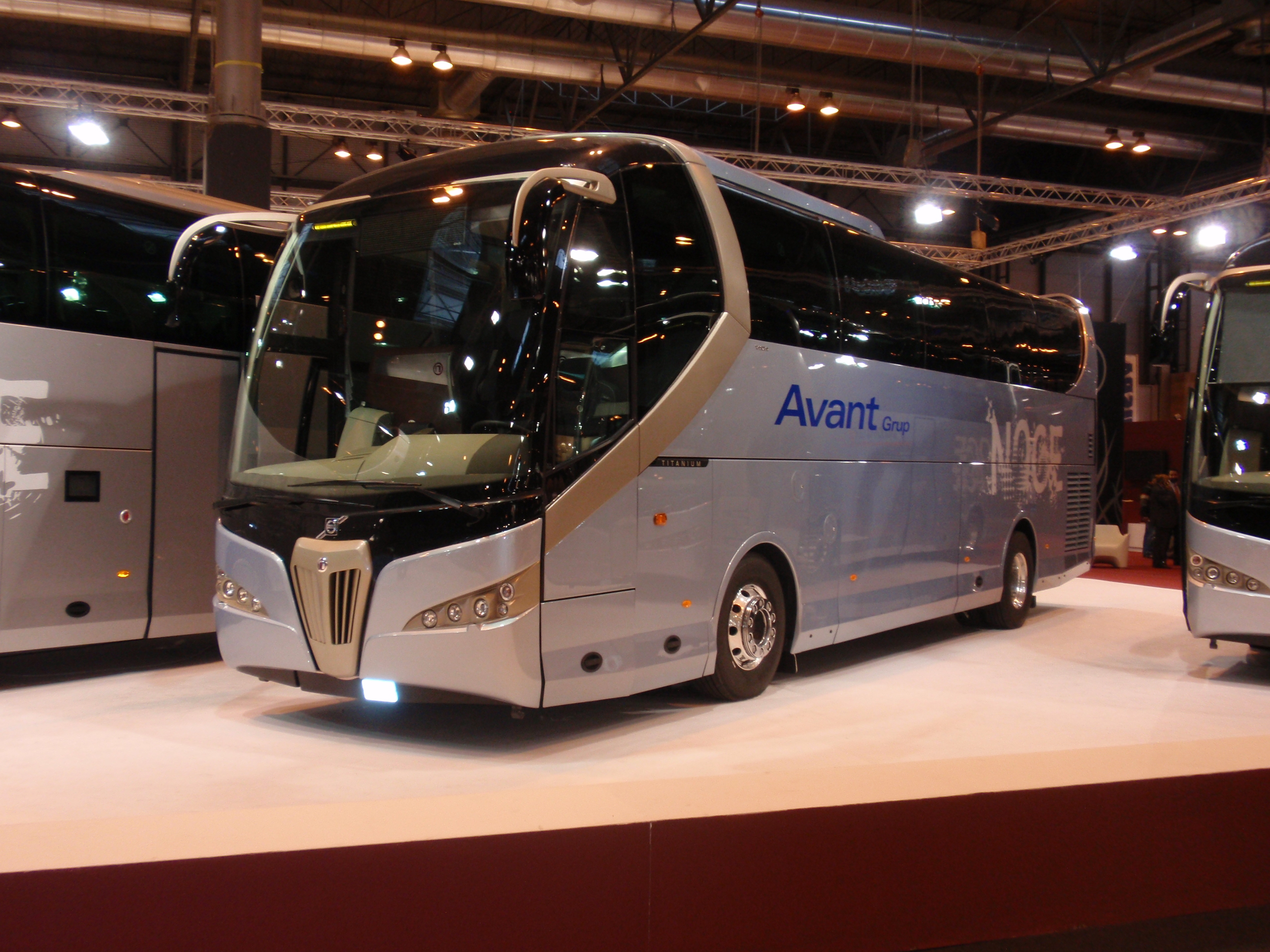
Autocar Noge Titanium construido sobre chasis Volvo en la FIAA (Feria Internacional del Autobús y el Autocar) de 2008 en Madrid

- Cittour Low Entry - Autobús urbano de piso bajo. Mismo modelo que el Cittour pero de menor altura sobre el nivel de carretera
- Aertour - Autobús lanzadera del aeropuerto pista-terminal, derivado del Cittour.
- Touring - Autocar (Actualmente sustituido por sus predecesores, los Touring HD y el Touring HDH)
- Titanium - Autocar de lujo
- Touring HD - Autocar
- Touring HDH - Autocar
- Touring Midi - Autocar pequeño